# Janusz Brzozowski (rokometaš)
Janusz Brzozowski, poljski rokometaš, * 29. junij 1951, Szczecin.
Leta 1976 je na poletnih olimpijskih igrah v Montrealu v sestavi poljske rokometne reprezentance osvojil bronasto olimpijsko medaljo.
Čez štiri leta je z reprezentanco osvojil 7. mesto.